# Ляховец
Ляховец (бел. Ляхавец) — посёлок в Холмечском сельсовете Речицкого района Гомельской области Белоруссии.

## География

### Расположение
В 33 км на юг от районного центра и железнодорожной станции Речица (на линии Гомель — Калинковичи), 83 км от Гомеля.

### Гидрография
На западе мелиоративный канал.

## Транспортная сеть
Транспортные связи по просёлочной, затем автомобильной дороге Лоев — Речица. Планировка состоит из короткой прямолинейной улицы, ориентированной с юго-востока на северо-запад. Застройка неплотная, деревянная, усадебного типа.

## История
Основан в начале XX века переселенцами из соседних деревень. Наиболее активная застройка относится к 1920-м годам. В 1932 году организован колхоз. 2 жителя погибли на фронтах Великой Отечественной войны. Согласно переписи 1959 года в составе колхоза «Красный флаг» (центр — деревня Артуки).
До 31 октября 2006 года в составе Артуковского сельсовета.

## Население

### Численность
- 2004 год — 9 хозяйств, 14 жителей.

### Динамика
- 1930 год — 17 дворов, 112 жителей.
- 1959 год — 110 жителей (согласно переписи).
- 2004 год — 9 хозяйств, 14 жителей.